# Platsnavelijsvogel
De platsnavelijsvogel (Todiramphus recurvirostris) is een vogel uit de familie Alcedinidae (ijsvogels).

## Verspreiding en leefgebied
Deze soort is endemisch op Samoa, een republiek in Polynesië.

## Status
De grootte van de populatie is niet gekwantificeerd, maar de soort wordt omschreven als algemeen. Op de Rode lijst van de IUCN heeft deze soort de status niet bedreigd.